# Guacanagarí
Guacanagarí of Guacanagarix was een van de vijf caciques van Hispaniola ten tijde van de komst van Christoffel Columbus. Hij was degene die Columbus ontving nadat diens vlaggenschip de Santa María op kerstavond 1492 aan de grond was gelopen. Columbus stichtte de nederzetting La Navidad nabij Guacanagari's dorp, en keerde terug naar Spanje. Tijdens Columbus' afwezigheid werd Guacanagarí's dorp door rivaliserende Caciques aangevallen en werden de Spanjaarden afgeslacht. Hij weigerde samen te werken met de andere caciques, die de Spanjaarden van het eiland wilden verdrijven. Hierna vluchtte hij de bergen in, waar hij rond 1500 overleed.